# ششار
ششار بلدية بدائرة ششار ولاية خنشلة الجزائرية.

## التسمية
تعني كلمة ششار باللغة البونية القديمة سن الأسد و هي تتشارك في هذا الاسم مع مدينة شنشار في حمص في سوريا مما يثبت وحدة الأصول و الانتماء لنفس العرق السامي.  

## السكان والموقع الجغرافي
تقــع ششار في الجنوب الشرقي لولاية خنشلة على الطريق الوطني رقم 83 الرابط بين ولايتي خنشلة وبسكرة وبالتحديد في منطقة الأوراس 
يحدها مـن الشمال والشرق بلــدية بابار ومن الشمال الغربي بلدية خيران ومن الغرب بلدية جلال ومن الجنوب صحراء نمامشة.وهي تبعد عن مدينة خنشلة ب 50 كلم وعن مدينة الجزائر العاصمة ب 550 كلم
تشتهر ششار بتراثها الغني كما ان كل السكان هم جزائريون. اللغة المتعامل بها في هي العربية  تقع ششار على علو 1243 متر عن سطح البحر،

## المناخ
مناخ مدينة ششار شبه رطب ورطب في المرتفعات. تتراوح درجات الحرارة بين 0 و4 درجات مئوية في جانفي نهاراو في المناطق الجبلية تتراوح بين -5 و0 و3او4 درجات مئوية نهارا و29 درجة في جويلية نهارا وفي المناطق الجبلية كعالي الناس تتراوح بين 25 و30 درجة نهاراوفي بعض الأحيان تتراوح بين 13 و20 درجة نهارا. خلال الشتاء تنزل الحرارة إلى أقل من الصفر ليلا مع تكون الجليد تصل إلى -6. وفي المناطق الجبلية تتراوح بين -10 و-15 درجة ليلا وهي ابرد المناطق متوسط سقوط المطر فيبلغ حوالي 800 مم في السنة، وفي المناطق الجبلية تتعدى 1000 مم أما الثلج فيسقط خلال أيام الشتاءمن اواسط أكتوبر أو اواخره إلى شهر اواخر افريل ويمتد إلى شهر ماي في بعض الأحيان.
أهم الأودية التي تمر على ششار:
- واد العرب.
- أغزر بربار.
- واد تبردقة.
- واد الراخوش....

## السياحة
توجد بها اماكن سياحيه جميلة نذكر منها تبردقة الزاوية العامرة سيار 
قرية الشهداء التي بها مقبرة جماعية لشهداء الثورة التحريرية الكبرى حوالي 550 شهيد
وتعتبر ششار من المناطق الجميلة لهواة الصيد  

## الغطاء النباتي
أهم الاشجار هي أشجار البلوط المحلية وأشجار الصنوبر الحلبي وأشجار المثمرة (التفاح، الخوخ، المشمش، تين، زيتون، لوز، تمور، توت...)
الحيوانات منها:
الثدييات:الضبع، الأرانب، الثعالب، ابن آوى الذهبي، الوشق، وكان فيما مضى يعيش على جبالها أسد البراري والذي يسمى بالأسد البربري
الطيور:اللقلق، البوم، النسور وغيرها من الطيور.
تشتهر ششار بالفلاحة وتربية المواشي وتشتهر بأجود أنواع العسل وزيت الزيتون.